# Lignobrycon myersi
Lignobrycon myersi es una especie de peces de la familia Triportheidae en el orden de los Characiformes, es la única especie del género Lignobrycon.

## Morfología
Los machos pueden llegar alcanzar los 8,5 cm de longitud total.

## Hábitat
Vive en zonas de clima tropical.

## Alimentación
Come larvas de mosquito y otros invertebrados acuáticos.

## Distribución geográfica
Se encuentran en Sudamérica: cuenca del río do Brazo (Bahía, Brasil).